# Мишарин, Георгий Павлович
Георгий Павлович Мишарин (род. 11 мая 1985, Свердловск) — российский хоккеист, защитник. Мастер спорта России (2024).

## Карьера
Воспитанник екатеринбургского хоккея. Начал карьеру в 2002 году в составе екатеринбургского клуба высшей лиги «Динамо-Энергия». В дебютном сезоне провёл 28 матчей, набрав 4 (1+3) очка. В следующем году на драфте НХЛ был выбран в 7 раунде под общим 207 номером клубом «Миннесота Уайлд», а на драфте Канадской хоккейной лиги был выбран во 2 раунде под общим 56 номером клубом «Сагино Спирит».
Перед началом сезона 2003/04 принял решение отправиться в состав «Сагино», где в 65 матчах набрал 27 (5+22) очков. На следующий год вернулся в Россию, подписав контракт с нижнекамским «Нефтехимиком». В 2005 году Мишарин перешёл в московское «Динамо», однако перед самым стартом сезона был отдан в ЦСКА, как часть компенсации за Дениса Куляша. В 57 матчах набрал 13 (4+9) очков. Перед началом нового сезона вернулся в «Динамо», где набрал 11 (3+8) очков в 51 проведённом. Весной 2007 года Мишарин вновь стал игроком ЦСКА, заключив с клубом двухлетнее соглашение. Выступал на протяжении четырёх сезонов, набрав за это время 49 (17+32) очков в 224 матчах, выступал в качестве ассистента капитана команды.
1 февраля 2011 года, перед самым стартом плей-офф, Мишарин был обменян в магнитогорский «Металлург» на Илью Проскурякова. За оставшуюся часть сезона набрал 4 (1+3) очка в 24 матчах, после чего руководство уральского клуба приняло решение продлить соглашение с игроком ещё на два года.
6 мая 2015 года перешёл в новосибирскую «Сибирь».
С августа 2019 года защитник выступает за «Торпедо». В 2021 году контракт продлили. Он рассчитан на 1 год.

### В сборной
В составе сборной России Георгий Мишарин принимал участие в юниорском чемпионате мира 2003 года, на котором вместе с командой завоевал бронзовые награды, набрав 2 (0+2) очка в 6 матчах, а также молодёжном первенстве мира 2005 года, который принёс россиянам серебряные медали, а Мишарин в 6 матчах также набрал 2 (1+1) очка. На взрослом уровне Мишарин выступал на чемпионате мира 2006 года, на котором российская сборная стала пятой, а Мишарин в трёх матчах набрал одно (0+1) очко. Также играл в матчах Еврохоккейтура в сезонах 2005/06 и 2006/07, не набрав ни одного очка в 7 проведённых матчах.

## Достижения
- Бронзовый призёр юниорского чемпионата мира 2003.
- Серебряный призёр молодёжного чемпионата мира 2005.

## Статистика
| Легенда | Легенда                    | Легенда | Легенда                   | Легенда | Легенда    |
| ------- | -------------------------- | ------- | ------------------------- | ------- | ---------- |
| И       | Количество проведённых игр | Штр     | Штрафное время            | +/−     | Плюс-минус |
| Г       | Голы                       | П       | Голевые передачи          | О       | Очки       |
| -       | Статистика неизвестна      | —       | Статистика не учитывалась |         |            |